# Фермерский дом Августа Фанно
Фермерский дом Августа Фанно (англ. Augustus Fanno Farmhouse) — дом Августа Фанно, одного из первых поселенцев в районе, который впоследствии стал округом Вашингтон в американском штате Орегон. Построен в 1859 году и находится на берегу ручья Фанно, в долине реки Тюэлетин, в городе Бивертон. Входит в Национальный реестр исторических мест США.

## История
Август Фанно (англ. Augustus Fanno) родился в 1804 году в штате Мэн, детство и юность провёл в Миссури, а в 1846 году переехал со своей первой женой Мартой (урожд. Фергюсон) и сыном на территории, которые впоследствии вошли в состав штата Орегон. После того, как Марта умерла во время родов в городе Линн, Фанно и его сын поселились на участке земли площадью 2,6 км² в районе ручья, впадающего в реку Тюалатин. Права на землю из фонда свободных земель на Западе США они получили в соответствии с Donation Land Claim Act (см. гомстед-акт). Супруги Фанно стали одними из первых владельцев фермерского участка-усадьбы в соответствии с этим документом.

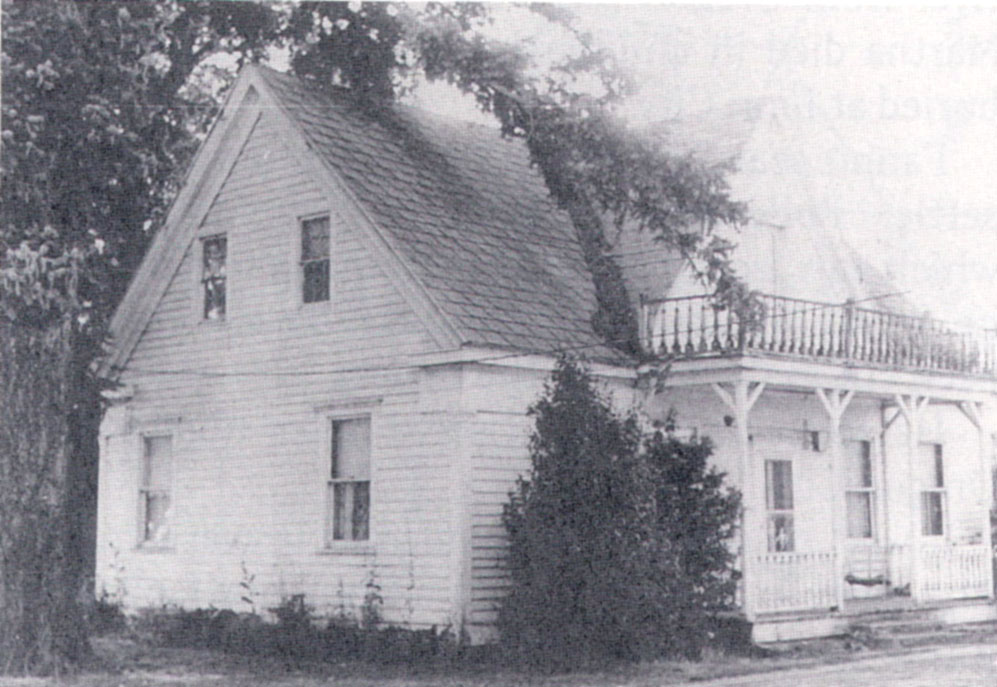
Фермерский дом Фанно

В 1851 году Фанно женился на Ребекке Дэнни, и в том же году у них родился первый ребёнок. В 1859 году Фанно спроектировал и построил дом в модифицированном под сельскую местность стиле новоанглийского возрождения, популярном тогда в Орегоне. Семья Фанно начала выращивание репчатого лука, и к 1890 году их продукцию признали на региональном уровне благодаря высокому качеству. Потомки Фанно продолжали выращивать репчатый лук на этой ферме, пока в 1940 году личинки луковой мухи (Delia antiqua) не разрушили их бизнес. Члены семьи занимали дом до 1974 года, а в марте 1982 года они пожертвовали дом и прилегающие земли организации Tualatin Hills Park & Recreation District (THPRD).
Фермерский дом Фанно остаётся на своём первоначальном месте на берегу ручья Фанно в городе Бивертон. THPRD реконструировала дом, и теперь он входит в Национальный реестр исторических мест. Tualatin Valley Heritage назвала его важным историческим местом, а Историческое общество округа Вашингтон номинировало его на Griffin Cabin Award 1985. Также дом относится к категории столетних ферм (англ. Century Farm).